# Düševni list
Düševni list (v madžarskem črkopisu Düsevni liszt) je bil prekmurski evangeličanski mesečnik, ki je izhajal od 20. decembra 1922, do 20. novembra 1941. Glavni uredniki so bili Adam Luthar, potem Janoš Flisar in Istvan Kovats, ki je bil prvi senior prekmurskega senoirata od 2. februarja 1920, pred vojno pa podpredsednik Madžarskega izobraževalnega društva (madž. kratica VMKE - Vendvidéki Magyar Közművelődesi Egyesület) ter tako velik nasprotnik Ivanocy-ja. Mesečnik ni le objavljal verskih člankov ali poročil o življenju luteranske skupnosti, temveč spominske in druge zgodovinske zapise in leposlovje. Düševni list je prenaredil standardizirani jezik prekmurščine. Na Goričkem se je protestantsko prebivalstvo oklepalo goričkega narečja, ta različica prekmurskega narečja je bila pri evangeličanih takrat bogoslužni in učni jezik pri verouku, evangeličanski duhovniki pa so trdili, da so tamkajšnji Slovenci Vendi, Vendslovenci, pojavi se tudi poimenovanje stari Slovenci, kateri govorijo stari slovenski materski jezik oziroma vendslovenščino.

## Prva leta
Z novimi državnimi razdelitvami po razglasitvi Kraljevine SHS se je spremenila tudi cerkveno-teritorialna organiziranost, ministrstvo za vere je z 12. marcem 1921. leta odobrilo ustanovitev evangelijskega cerkvenega distrikta augsburške konfesije v Kraljevini SHS. Iz protesta do nove države in dokončne odločitve mednarodne skupnosti, da je Prekmurje po podpisu in obojestranski ratifikaciji Trianonske pogodbe (podpisana  komaj 4. junija 1920, Madžari so jo ratificirali šele 15. novembra istega leta) del Kraljevine SHS, so prekmurski evangeličani leta 1922 začeli izdajati verski mesečnik Düševni list, kjer so še naprej gojili 'svoj' jezik ter protislovenska in protijugoslovanska čustva. Ob postavljanju mejnikov in tromejnika na Trdkovi je uspela madžarska propaganda za svoje interese pridobiti evangeličansko prebivalstvo na Goričkem, ki je ob obiskih mednarodnih komisij nenehno agitirala in protestirala proti vključitvi v Kraljevino SHS.
Leta 1919 je po Trianonski pogodbi bilo Prekmurje (Slovenska krajina) priključeno Kraljevini SHS. Evangeličanski Prekmurci niso hoteli sprejeti te odločitve in so z demonstriranjem poskušali doseči, da tudi oni govorijo prekmurski (vendski, vendiški) jezik. 20. decembra 1922 je Adam Luthar v Murski Soboti izdal „Mêsecsne verszke novine” („Prêkmurszka evangelicsanszka sinyorija”). V prvih številkah je bilo glasilo napisano z madžarskim črkopisom. Tudi Flisar je leta 1922 napisal prekmurski slovar v tovrstnem črkopisu.
Do 20. maja 1927 je mesečnik urejal Luthar, sledila sta mu Flisar in Kovatš (do 20. marca 1941).
Konec leta 1931 so madžarski črkopis zamenjali z gajico, ker so jo do takrat sprejeli že vsi južnoslovanski jeziki in tudi prekmurska mladež se je v šolah učila samo še s tem črkopisom.

## Vsebina
Düševni list je posegel tudi na splošno kulturno področje, kljub primarno verski usmerjenosti. Časopis je na novo objavil spise Janoša Kardoša, predvsem njegov prevod epa Toldi madžarskega romantičnega ustvarjalca Jánosa Aranya in prevod prvih šest knjig Stare zaveze v prekmurskem jeziku Moses i Josua. Flisar je publiciral in prevedel nekaj pesmi Sándora Petőfija. Med raznovrstimi prispevki o cerkvenih in konfesionalnih stvareh, o življenju evangeličanskih skupnosti v svetu in še posebej iz domačega okraja, so bili tudi taki z leposlovnimi lastnostmi, ki pa praviloma ne izkazujejo večjih literarnih ambicij. Tudi med leposlovnimi prevodi prevladuje nabožno gradivo. Ob njem pa so prevajali – predvsem iz nemščine in madžarščine – tudi posvetna besedila. Avtorji Düševnega lista so se s svojim literarnim delom oddaljevali tako od živega govora, kot od jezika starejših prekmurskih knjig, za katerega so trdili, da ga nadaljujejo.

## Prenehanje
Leta 1941 je madžarska vojska ponovno zavzela Prekmurje. Tedaj je Düševni list nazaj prevzel madžarsko abecedo (vogrszko litero). Z 20. majem so mu izdajatelji nadeli novo ime: „Evangelicsanszka Sinyorija Vendszke krajine”. 20. junija je glasilo dobilo še madžarski nadpis Lelki harmat (Duševna rosa). Od leta 1941 je bil odgovorni urednik Števan Kovatš, saj so to zahtevale takratne oblasti.
V socialistični Jugoslaviji je bilo od leta 1945 tudi v Prekmurju prepovedano izdajati nabožna dela, tako je Düševni list prenehal izhajati.

## Priloge
- Leta 1926: Fliszár János in Luthar Ádám: Prekmurja znameniti ev. možje (objavljena je bila po delih), izšla pa je tudi kot knjižica)
- Leta 1926 je izhajala prva priloga z naslovom Moses i Josua - delo, ki je bil prevod Janoša Kardoša. Za tiskanje ga je pripravil Adam Luthar.
- Od leta 1930 do 1931 je izhajala priloga Ágostonszko verevadlüvanye.
- Leta 1933 izhaja priloga Brez Bôga na szveti - delo Krisztine Roya (prevedel Flisar). V letu 1934 je izšel del te priloge pod avtorstvom Endreja Masznyika.
- Od leta 1937 do 1939 je izhajala priloga Tre deklin hištoria
- Leta 1939 pa priloga z naslovom Penezi i düša.

Skupaj z Düševnim listom je izhajal drugi najpomembnejši tisk v prekmurščini: Evangeličanski kalendar.